# Констанція II (королева Сицилії)
Констанція II Сицилійська (італ. Costanza di Sicilia, ісп. Constanza de Sicilia), в деяких джерелах згадується як Констанція Швабська (італ. Costanza di Svevia) і Констанція Арагонська (італ. Costanza d’Aragona 1249, Катанія, Сицилійське королівство — 9 квітня 1302, Барселона, Арагонське королівство) — сицилійська принцеса з дому Гогенштауфенів, дочка Манфреда, короля Сицилії; в шлюбі — королева Арагона і Валенсії, графиня Барселони, після Сицилійської вечірні також королева Сицилії під ім'ям Констанції II. Блаженна Римсько-католицької церкви.

## Біографія

### Сім'я і ранні роки
Констанція народилася в 1249 році в Катанії, в королівстві Сицилія єдиною дитиною в сім'ї Манфреда, короля Сицилії з дому Гогенштауфенів, і його першої дружини Беатріс Савойської з Савойського дому, вдови-маркграфині Салуццо. По лінії батька припадала онукою Фрідріху II, імператору Священної Римської імперії, і Бьянці Ланча. По лінії матері була онукою Амадея IV, графа Савої, і Маргарити Анни Бургундської. Ім'я принцеса отримала на честь прабабусі по лінії батька Констанції I, королеви Сицилії з дому Отвіль.
Відомо, що годувальницею Констанції була Белла Д'Аміко, дружина дворянина Ріккардо ді Лаурія й мати адмірала Руджеро де Лаурія, що став, таким чином, молочним братом принцеси. Після смерті Беатріс Савойської в 1259 році, Белла Д'Аміко була довіреною особою неповнолітньої Констанції. Незабаром після смерті матері батько одружився з Оленою Ангеліною, дочкою Михайла II, царя Епіру. Всього від шлюбів обох батьків Констанція мала єдиноутробних (від першого шлюбу матері) трьох сестер і одного брата і єдинокровних (від другого шлюбу батька) трьох братів і двох сестер.
Вперше ім'я принцеси згадується в історичних джерелах приблизно 1254 року, коли її батько, розраховуючи на союз з Бертольдом Гогенбурзьким, маркграфом Вогбург-Гогенбурга, почав переговори про шлюб 6-річної дочки з племінником маркграфа. Однак після того, як Манфред став королем Сицилії, він відмовився від цього плану.

### Династичний шлюб
У липні 1260 король Манфред направив послів в Барселону, щоб домовитися про шлюб між його старшою дочкою Констанцією і спадкоємцем трону Арагонського королівства, інфантом Педро. Він обіцяв за дочкою величезний посаг. Хайме I, король Арагона, дав згоду на цей шлюб, що стало великим дипломатичним успіхом короля Манфреда. Союз між арагонським і сицилійським королівствами забезпечував обом державам захист їх інтересів в регіоні. Незгода з майбутнім весіллям арагонського інфанта і дочки відлученого від церкви сицилійського короля висловили кастільський і французький королі. Папа Урбан IV, вважаючи цей союз політичною загрозою для Папської держави, не благословив шлюб інфанта і принцеси.
Проте, в Монпельє 15 липня (за іншими джерелами, 13 червня) 1262 року Констанція одружилася з Педро, сином Хайме I Завойовника, короля Арагона, Валенсії і Мальорки, графа Барселони, Жерони, Осонни, Бесалу, Сердань і Руссильона, пана Монпельє і Карладе і Віоланте Угорської з дому Арпадів, дочки Андраша II, короля Угорщини, і Іоланди Константинопольської з дому Куртене. Цей династичний шлюб виявився щасливим. Молодий чоловік подарував Констанції в якості весільного подарунка місто Жерона і замок Колліур в Піренейських горах.

### Боротьба за Сицилійське королівство
Папа Климент IV, наступник Урбана IV, уклав союз з Карлом I Анжуйським, молодшим братом короля Франції Людовіка IX, і благословив його на війну з Манфредом Сицилійським. 26 лютого 1266 король Манфред Сицилійський, борючись проти Карла I Анжуйського, загинув в битві при Беневенто. Карл I Анжуйський захопив Сицилійське королівство.
Вдова і діти короля не знайшли милості у переможця, який реалізував вимогу папи, винищивши представників Швабського дому. Еліта королівства, члени впливових сімей Лорія, Ланца і Прочіда, сховалися в Арагоні. Після страти-вбивства 29 жовтня 1268 року в Неаполі Конрада фон Гогенштауфена Констанція фон Гогенштауфен залишилася єдиною законною спадкоємицею Швабського дому і, підбурювана чоловіком, стала втручатися у внутрішні справи Сицилійського королівства.
27 липня 1276 року разом з чоловіком, вона була коронована королевою Арагона. Папа Микола III намагався налагодити відносини між домами Анжу і Гогенштауфенів, але безрезультатно. Педро III Арагонський, бажаючи повернути дружині трон Сицилійського королівства, налагодив контакти з представниками місцевого нобілітету, які були незадоволені правлінням Анжу, особливо після зближення між Карлом I Анжуйським і новим папою Мартіном IV, коли репресії проти сицилійців посилилися. У 1281 році король Арагона закликав до хрестового походу проти мусульман в Північній Африці й, не отримавши ні схвалення, ні грошей, ні благословення папи Мартіна IV, в червні 1282 висадився на Берберському узбережжі, неподалік від Тунісу.
Після повстання на Сицилії, відомого під назвою Сицилійської вечірні, навесні 1282 року Констанція фон Гогенштауфен переконала чоловіка втрутитися в конфлікт на боці сицилійців. У серпні армія Педро III Арагонського висадилася в Трапані. Обложивши Мессіну, в кінці липня Карл I Анжуйський, дізнавшись про наближення короля Арагону, зробив останню марну спробу захопити місто, але потім відступив. Незабаром Педро III Арагонський зайняв весь острів. 30 серпня 1282 року в Палермо він був коронований разом з дружиною.

### Пізні роки
У травні 1283 року, після того як папа Мартін IV відлучив Педро III Арагонського від церкви і оголосив його позбавленим престолу, він повернувся в Арагон, залишивши дружину регенткою королівства Сицилія. Після смерті чоловіка в 1285 році Констанція фон Гогенштауфен продовжувала правити Сицилією від імені свого сина Хайме II.
Після смерті старшого сина Альфонсо III в 1295 році та після мирного договору між арагонцями і французами, укладеного в 1297 році Хайме II, який залишив Сицилію і молодшого брата Федеріка II напризволяще, стара королева була змушена повернутися в Арагон, де вступила в монастир кларисинок.
Констанція фон Гогенштауфен померла в Барселоні 9 квітня 1302 року і була похована в монастирі Святого Франциска, поруч з могилою старшого сина Альфонсо III.

## Родина
Чоловік — Педро III, король Арагону
Діти:
- Хайме ІІ (1267—1327) — король Арагону у 1291—1327 роках
- Альфонсо ІІ (1261—1291) — король Арагону у 1285—1291 роках
- Ізабела (1271—1336) — арагонська інфанта, дружина Дініша, португальського короля.
- Федеріго (1272—1337) — король Сицилії у 1296—1337 роках
- Іоланта (1273—1302) — дружина Роберта I Анжу, короля Неаполя
- Педро (1275—1291) — інфант Арагона і Сицилії, віце-король Каталонії; одружився з Гільємою з дому Монкада[7][8].

## Шанування
Останки Констанції спочивали в церкві святого Франциска при монастирі францисканців в Барселоні до пожежі 1835 року. У 1852 році їх перенесли в собор Святого Хреста і святої Евлалії — кафедральний храм архиєпархії Барселони, де вони спочивають в одній з каплиць. Зарахована до лику блаженних Римсько-католицької церкви. Літургійна пам'ять їй відбувається 17 липня.

## У культурі
У «Божественній комедії» Данте згадує Констанцію в III пісні «Чистилища», де про неї говорить її батько, король Манфред. Він вимушений бродити біля воріт Чистилища з іншими душами, відлученими від церкви, просить поета передати дочці, тоді ще живій, своє послання — рядки 112—145. По відношенню до Констанції автор вживає епітет «добра».